# شهرستان سولی (داکوتای جنوبی)
شهرستان سولی، داکوتای جنوبی (به انگلیسی: Sully County, South Dakota) یک سکونتگاه مسکونی در ایالات متحده آمریکا است که در داکوتای جنوبی واقع شده‌است.

## خصوصیات
شهرستان سولی ۲٬۷۷۲ کیلومترمربع مساحت دارد.